# Boutigny-Prouais
Boutigny-Prouais – miejscowość i gmina we Francji, w Regionie Centralnym, w departamencie Eure-et-Loir.
Według danych na rok 1990 gminę zamieszkiwało 1318 osób, a gęstość zaludnienia wynosiła 41 osób/km² (wśród 1842 gmin Regionu Centralnego Boutigny-Prouais plasuje się na 301. miejscu pod względem liczby ludności, natomiast pod względem powierzchni na miejscu 305.).